# لونوميا (حشرة)
إن جنس لونوميا عبارة عن مجموعة متوسطة الحجم من عثة زحل المشفرة نوعًا ما من أمريكا الجنوبية، شهرتها لكونها يرقة وليس لكونها بالغة، وبالنسبة لزعافها السام للغاية، المسؤول عن عدد قليل من الوفيات كل عام، خاصة في جنوب البرازيل، وموضوع المئات من الدراسات الطبية المنشورة. وهي معروفة باسم عثة دودة القز العملاقة، وهو اسم يستخدم أيضا لمجموعة واسعة من عث زحل آخر.

## الوصف
اليرقات هي نفسها خفية للغاية، تمزج ضد لحاء الأشجار، حيث تجمّع اليرقات عادة. اليرقات، مثل معظم الهمليوزينات، مغطاة بشعر مشذب، ولكن هذه اليرقات تمتلك سمعا فريدا مضاد للتخثر.

## التأثير السمي
تتضمن الحادثة النموذجية لظاهرة الزعانف شخصًا يتكئ عليه دون علم، أو يضع يده، أو يفرك ذراعه على مجموعة من هذه اليرقات التي تجمع على جذع شجرة. يمكن أن تكون آثار جرعة من اليرقات المتعددة مثيرة وحادة، بما في ذلك نزيف داخلي واسع النطاق، وفشل كلوي، وانحلال الدم. تسمى المتلازمة الطبية الناتجة أحيانًا باسم لونومياسيس.
الجرعة المميتة من سم اللونوميا هي 0.19 ملغ لفأر 18- 20 جرام (علاج عن طريق الوريد)؛ ومع ذلك، بسبب كمية صغيرة من السم في شعيرات اليرقة، فإن معدل الوفيات البشرية هو فقط 1.7 ٪.
في حين أن هناك أكثر من اثني عشر نوعًا في الجنس، فإن الأنواع الأكثر إزعاجًا هي لونوميا أوبليكوا، وهو النوع الذي تركز عليه معظم الأبحاث الطبية. بما أن مضادات التخثر تحتوي على بعض التطبيقات المفيدة جدًا (على سبيل المثال، الوقاية من الجلطات الدموية التي تهدد الحياة)، فإن البحث مدفوعًا بإمكانية استخلاص بعض المواد الكيميائية ذات القيمة الصيدلانية من السم.